# Sindbad marinarul (film din 1963)
Sindbad marinarul (titlul original: în engleză Captain Sindbad) este un film dramatic vest-germano–american, realizat în 1963 de regizorul Byron Haskin bazat pe poveștile din O mie și una de nopți - Povestea lui Sindbad-Marinarul, protagoniști fiind actorii Guy Williams, Heidi Brühl, Pedro Armendáriz și Abraham Sofaer. Filmările animate aparțin lui Tom Howard.

## Rezumat
În vechiul Baristan, căpitanul Sindbad se îndrăgostește de prințesa Jana, care este urmărită și de tiranul malefic El Kerim. Pentru a contracara intențiile tiranului, Sindbad pleacă în căutarea unui turn de fildeș păzit de monștri, unde este ascuns secretul nemuririi lui El Kerim. În cele din urmă, eroul îl învinge pe tiran și o salvează pe prințesă.

## Distribuție
- Guy Williams – căpitanul Sindbad
- Heidi Brühl – prințesa Jana
- Pedro Armendáriz – El Kerim, Tiranul
- Abraham Sofaer – Galgo
- Helmuth Schneider – Bendar
- Rolf Wanka – regele
- Bernie Hamilton – Quinius
- Henry Brandon – colonelul Kabar
- Walter Barnes – Rolf
- Margaret Jahnen – Zofe
- James Dobson – Iffritsch
- Maurice Marsac – Achmed
- John Crawford – Aram
- Geoffrey Toone – Mohar
- Lawrence Montaigne – Dschaffar
- Hans Schumm